# Лудзілка
Лу́дзілка (рос. Лудзилка) — річка в Удмуртії (Якшур-Бодьїнський та Увинський райони), Росія, права притока Уви.
Довжина річки становить 11 км. Бере початок на південний захід від присілку Питцам. Протікає на південний схід, південь та знову південний схід. Впадає до Уви нижче присілку Поршур-Тукля. Береги заліснені, місцями заболочені. Приймає декілька дрібних приток. Збудовано ставок.
Над річкою розташовано присілок Поршур-Тукля.